# Friend/素顔のまま
「Friend/素顔のまま」（フレンド/すがおのまま）は、2008年12月17日に発売された、日本の女性歌手愛内里菜の28枚目のシングル。

## 概要
- 通常盤A、Bと初回限定盤の3種類が発売された。通常版Bのみの収録曲「願いが叶うなら」は、当時ナムコ・テイルズスタジオの契約社員であった田村信二による作曲である。
- 初回限定盤には、愛内のシングルでは初めてプロモーションビデオを収録したDVDが同封された（特典DVD収録は初めてではなくでライブ映像で「眠れぬ夜に／PARTY TIME PARTY UP」がある）。
- 「眠れぬ夜に／PARTY TIME PARTY UP」以来の、オリコンチャートトップ10入りを果たした（こちらのシングルと当シングル共に初登場8位）。

## 収録曲

### 初回限定盤
1. Friend
  - 作詞:愛内里菜　作曲:須藤智之　編曲:新井健史
2. 素顔のまま
  - 作詞:愛内里菜　作曲･編曲:小澤正澄
3. Friend -instrumental-
4. 素顔のまま -instrumental-

### 初回限定盤DVD
1. Friend -music clip special edition-

### 通常盤A
1. Friend
2. 素顔のまま
3. Today is the day Performed by INTER-D
  - 作詞：岩瀬オサム、Double S　作曲：小森雄壱　編曲　小森雄壱
4. Friend -instrumental-
5. 素顔のまま -instrumental-

### 通常盤B
1. Friend
2. 素顔のまま
3. 願いが叶うなら
  - 作詞:愛内里菜　作曲:田村信二　編曲:葉山たけし
4. Friend -instrumental-
5. 素顔のまま -instrumental-

## タイアップ
- 日本テレビ系『音楽戦士 MUSIC FIGHTER』2008年12月エンディングテーマ（#1）

## 収録アルバム
- THANX（#1,2）
- ALL SINGLES BEST 〜THANX 10th ANNIVERSARY〜（#1,2）